# Ведана
Ведана (пали. IAST: vedanā, санскр. वेदना, IAST: vedanā; кит. упр. 受, пиньинь shòu) — буддистский термин, означающий чистые чувства, ощущения без эмоций, опознание, когнитивная обработка, апперцепция. Существует три вида чувства: приятное, неприятное и нейтральное. Чистые чувства возникают в момент контакта наших органов чувств с внешними объектами.

## Атрибуты
В целом Палийский канон описывает три вида и шесть классов чувств.
В книге Сутра-питака Будда говорит о трёх видах чувств:
- приятное (сукха IAST: sukhā)
- неприятное (дуккха IAST: dukkhā)
- ни приятное, ни неприятное (IAST: adukkham-asukhā, или нейтральное)

В другом месте канона указывается на шесть классов чувств, которые возникают в момент контакта наших органов чувств (аятана: глаз, ухо, нос, язык, тело и разум) с внешними объектами и о возникающих от них классах сознания (виджняна):
- чувства, возникающие от соприкосновения глаза и форм
- чувства, возникающие от соприкосновения уха и звуков
- чувства, возникающие от соприкосновения органа обоняния и запахов
- чувства, возникающие от соприкосновения языка и вкусов
- чувства, возникающие от соприкосновения тела и телесных контактов
- чувства, возникающие от соприкосновения ума и идей